# Пределна полезност
В икономиката, пределна или маргинална полезност на стоките и услугите е полезността, придобита (или изгубена) в процеса на увеличаване (или намаляване) на консумацията им. Като цяло, предпочитанията определят намаляващата пределна полезност. Консумирането на първата единица (част) на стока или услуга носи по-голямо удовлетворение отколкото втората или всяка следваща.
Да приемем че едно благо (пица) се дели на части и в разпореждане на индивида са пет части. При употребата на първата пица потребителят получава определено равнище на удоволетвореност. С използване на второто парче се добавя също нова полезност и т.н. Тази добавена стойност, т.е. полезността на втората пица спрямо първата, на третата по отношение на втората и т.н. се нарича пределна или маргинална полезност. Тя представлява удоволетворението, което потребителят получава от потреблението на една допълнителна единица от благото. Алгебрично пределната полезност се записва така:
{\displaystyle MU={\frac {U'}{Q'}}}, където: {\displaystyle MU} е пределната полезност, {\displaystyle U'} – полезност на благото X с прираст (прим), {\displaystyle Q'} – количеството на благото X с прираст.
Концепцията за пределната полезност изиграва решаваща роля в маргиналната революция от края на 19 век и води до замяна на трудовата теория за стойността с тази на неокласицизма, в която относителните цени на стоките и услугите са едновременно определяни от пределните ставки на замяна (цената, при която клиентът е готов да се откаже от стоката или услугата) и от пределните ставки на трансформация (границата (кривата) на производствените възможности – PPF), които в една балансирана икономика са еднакви.
|  | Тази страница частично или изцяло представлява превод на страницата Marginal utility в Уикипедия на английски. Оригиналният текст, както и този превод, са защитени от Лиценза „Криейтив Комънс – Признание – Споделяне на споделеното“, а за съдържание, създадено преди юни 2009 година – от Лиценза за свободна документация на ГНУ. Прегледайте историята на редакциите на оригиналната страница, както и на преводната страница, за да видите списъка на съавторите. ВАЖНО: Този шаблон се отнася единствено до авторските права върху съдържанието на статията. Добавянето му не отменя изискването да се посочват конкретни източници на твърденията, които да бъдат благонадеждни. |